# Łozinka
Łozinka – osada w Polsce położona w województwie zachodniopomorskim, w powiecie szczecineckim, w gminie Szczecinek. Miejscowość wchodzi w skład sołectwa Krągłe.
Ok. 0,2 km na północny zachód od osady przepływa struga Łozica.